# Abhayagiri
Le monastère d’Abhayagiri (Abhayagirivihāra) est un important site monastique bouddhiste du Sri Lanka, dont il ne restait que des ruines, dans l'ancienne capitale Anuradhapura, l'une des villes de pèlerinage bouddhiste les plus sacrées du pays. 

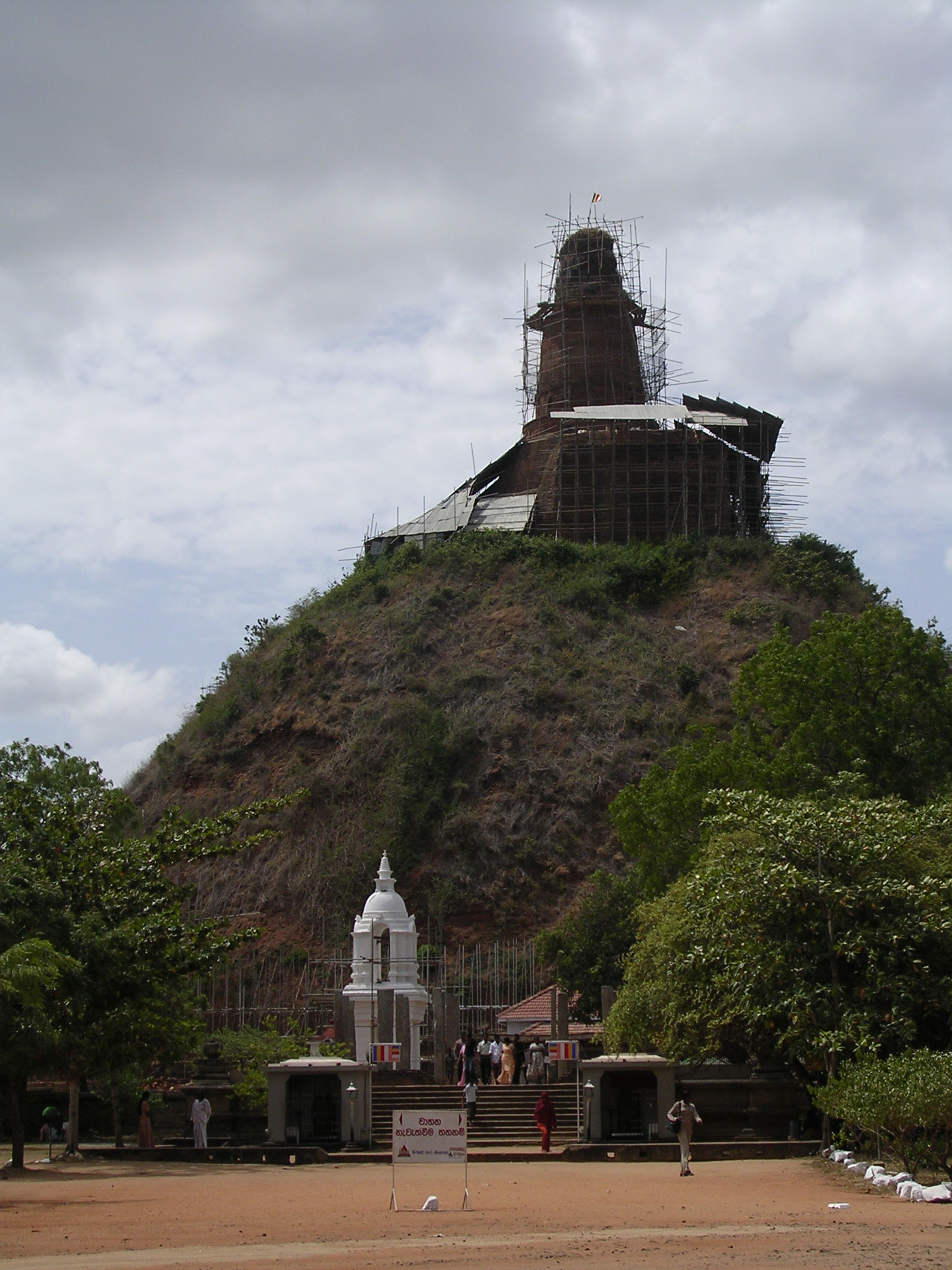
Vue du stûpa en 2004 (il a depuis été entièrement dégagé).

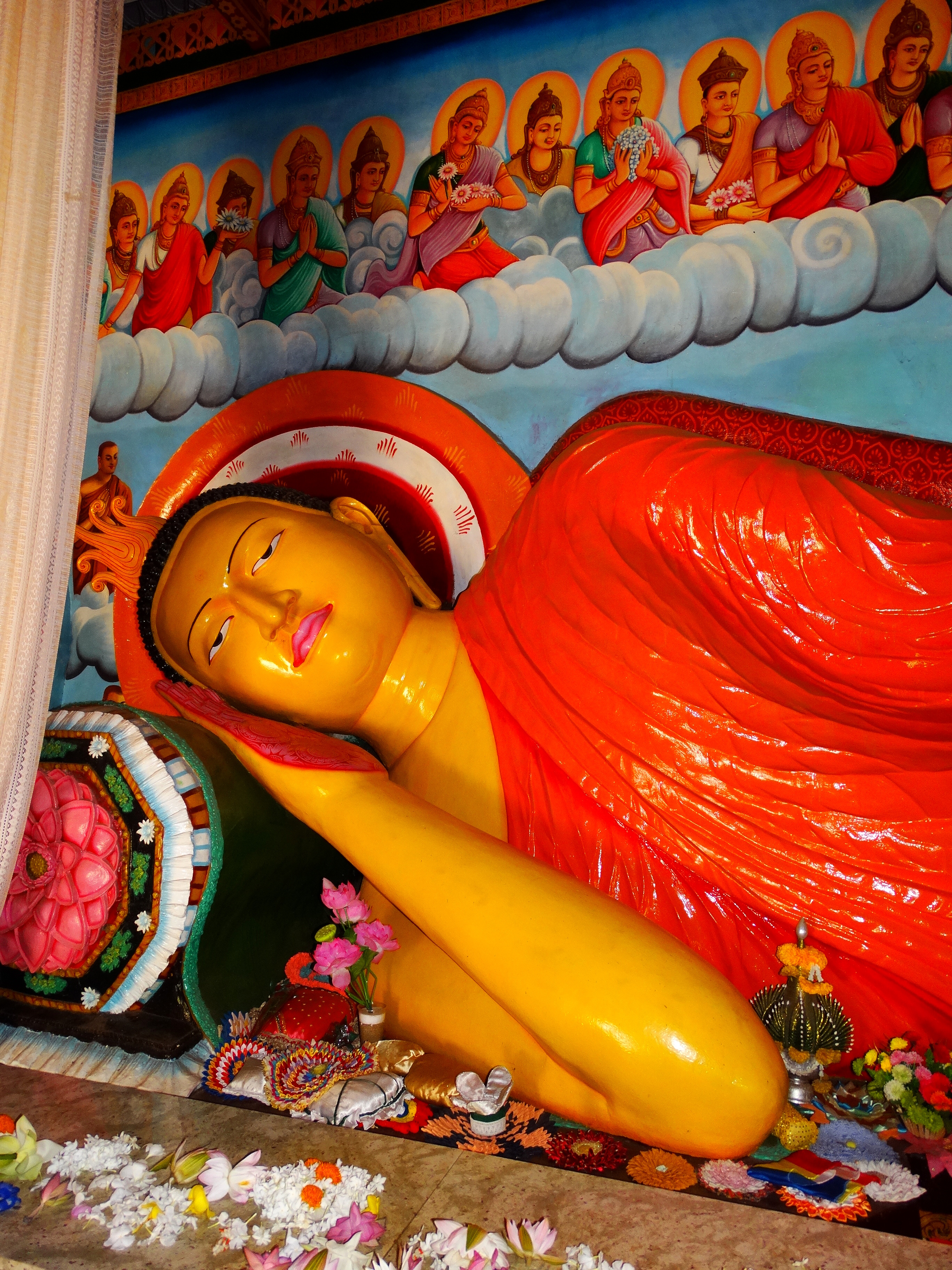
Détail de la statue du Bouddha incliné d'Abhayagiri Dagaba.

Historiquement, Anuradhapura était un grand centre monastique ainsi qu'une capitale royale, avec de magnifiques monastères de plusieurs étages, couverts de bronze doré et de tuiles d'argile émaillées de couleur. Au nord de la ville, entouré de murailles, se trouvait Abhayagiri, l'une des dix-sept unités religieuses d'Anuradhapura et le plus grand de ses cinq monastères principaux. L'un des points centraux du complexe est un ancien stupa, le Abhayagiri Dagaba. Le monastère qui, à son apogée, aurait accueilli jusqu'à 5 000 moines, a rayonné pendant des siècles avant de cesser toute activité au XIIIe siècle.
Le terme Abhayagiri Vihara désigne non seulement l'ensemble des bâtiments monastiques, mais aussi une communauté de moines bouddhistes, ou Sangha, qui a conservé ses traditions et son mode de vie. Fondée au IIe siècle av. J.-C., elle était devenue une institution internationale au Ier siècle après J.-C., attirant des érudits du monde entier et englobant toutes les écoles de la philosophie bouddhiste. Son influence peut être retrouvée dans d'autres parties du monde, grâce à des branches établies ailleurs.  
Oublié pendant huit cents ans, l'Abhayagiri Vihara a été redécouvert dans les années 1880. D'abord identifié par erreur comme étant le Vihara Jetavana, les ruines ont été photographiées et cartographiées à la fin du XIXe siècle, tandis que le département d'archéologie, créé à peu près à la même époque, a entrepris des travaux de fouille et de conservation de certains des édifices au début du XXe siècle. 
Au cours des 15 premières années du XXIe siècle, le Fonds culturel central du Sri Lanka a consacré 519,5 millions de roupies (3,9 millions de dollars US) à la restauration complète du stupa d'Abhayagiri, dans le cadre d'un projet de l'UNESCO (la Ville sainte d'Anuradhapura étant classée au patrimoine mondial depuis 1982). Le site restauré a été inauguré en juin 2015 en présence du président Maithripala Sirisena et du Premier ministre Ranil Wickremesinghe.